# Spinocalanus brevicaudatus
Spinocalanus brevicaudatus är en kräftdjursart som beskrevs av Brodsky 1950. Spinocalanus brevicaudatus ingår i släktet Spinocalanus och familjen Spinocalanidae. Inga underarter finns listade i Catalogue of Life.